# Lomaptera hackeri
Lomaptera hackeri är en skalbaggsart som beskrevs av Lea 1906. Lomaptera hackeri ingår i släktet Lomaptera och familjen Cetoniidae. Inga underarter finns listade i Catalogue of Life.